# Grallator
Genre
Synonymes
- Grallatoria M.Howe (préféré par BioLib)[1]

Grallator est un ichnotaxon, un genre attribué à des empreintes de pas laissées sur des pistes en plusieurs endroits d'Europe (La Grand-Combe, le mont Lozère, France) ou en Amérique (Nouvelle-Écosse). Elles ont sans doute été faites par un saurien, probablement déjà dinosaure, ayant vécu à la fin du Trias (Trias supérieur), probable herbivore qui se dressait sur ses deux pattes arrière. Ses empreintes montrent qu'il devait atteindre de trois à quatre mètres. Porte aussi le nom d'Otozoum.